# В дебрях Африки
«В дебрях Африки» (пол. W pustyni i w puszczy) — роман польского писателя Генрика Сенкевича, единственное его произведение, написанное для детей и подростков. В книге рассказывается об опасных странствиях по Африке двух детей, похищенных сторонниками восставшего против английских властей Мухаммеда Ахмеда, провозгласившего себя Махди.

## Сюжет
Четырнадцатилетний Стась Тарковский и его лучшая подруга, восьмилетняя Нелли Роулисон, живут с овдовевшими отцами в Порт-Саиде. Их отцы — инженеры, работающие на строительстве Суэцкого канала.
В Судане начинается восстание Махди, и незадолго до взятия Хартума Стася и Нель похищают махдисты. Детей надеются обменять на семью Фатьмы, двоюродной сестры Махди, арестованной египетскими властями. Их везут из Фаюма до самого Хартума на верблюдах. Стась, отважный и ответственный мальчик, по возможности защищает Нель от издевательств и побоев бедуинов, но хрупкая девочка всё равно еле выдерживает утомительное путешествие через всю Ливийскую пустыню.
В Хартуме захватившие Стася и Нель арабы весьма разочарованы тем, что их заслуги в похищении детей теряются среди подвигов других махдистов, и они даже не получают особых наград. Всю злобу они вымещают на детях, мучают их и морят голодом, и Стасю приходится работать, чтобы добыть пропитание для Нель. Ему даже удаётся достать хинин, который особенно необходим, потому что в захваченных махдистами городах свирепствует лихорадка.
Через неделю после прибытия в Хартум Стася и Нель отправляют в Фашоду, где живёт Смаин — муж той самой Фатьмы, на которую хотят обменять детей. Путешествие очень тяжёлое, и Стась боится, что Нель его не выдержит.
По дороге на караван нападает лев, и арабы дают Стасю штуцер, чтобы тот застрелил льва — сами они обращаться с огнестрельным оружием не умеют. Стась убивает льва, а вслед за ним и самих бедуинов, мечтая избавить Нель от её мучителей.
Освободившиеся Стась и Нелли, вместе с рабами-неграми Кали и Меа, продолжают путь по Африке в надежде наткнуться на европейский караван. Позже они приручают слона, которого Стась по просьбе Нель освободил из скального ущелья, и временно поселяются в небольшом лесу, чтобы восстановить силы. Нель тяжело заболевает лихорадкой, когда хинин из Хартума уже кончается, и Стась находит в окрестностях леса, где они живут, лагерь европейского путешественника, швейцарца Линде, у которого есть большой запас хинина. Все спутники Линде, кроме одного негритянского мальчика, умирают от сонной болезни, а дни самого швейцарца тоже сочтены — его смертельно ранил кабан.
Стась навещает его ежедневно и с его разрешения берёт из его лагеря запас хинина, еды, бумаги, ружей и пороха. Когда Линде умирает, Стась и Нель, взяв к себе его последнего выжившего слугу, продолжают путь, рассчитывая дойти до настроенной против махдистов Абиссинии. Они мастерят и запускают воздушных змеев, на которых пишут своё приблизительное местоположение и призыв о помощи.
Бывший раб Кали, как оказывается, является сыном царя небольшого племени ва-хима. Стась, расспросив его и взяв ещё у Линде указания относительно местожительства этого племени, находит землю ва-химов, которая как раз охвачена войной ва-хима с соседним народом. Стась одалживает неграм подаренные ему Линде ружья, и ва-химы побеждают своих врагов, но в битве гибнет отец Кали.
Несмотря на то, что Кали становится царём, он, привязавшись к детям, сопровождает их дальше, взяв в спутники ещё нескольких негров. Но через некоторое время пути колдуны ва-химов, невзлюбившие нового царя, разрезают все бурдюки с водой. Караван чуть не умирает от жажды, Стась собирает воду для Нель фактически по капелькам.
В последний момент, когда все уже готовятся к смерти, на них случайно натыкается экспедиция под руководством знакомых Стася и Нель — доктора Клэри (родственника Роулисонов) и капитана Глена. Спасённых детей привозят в Момбасу, куда за ними уже приезжают их отцы.

### Эпилог
Нель и её отец почти сразу же после описанных событий уезжают на родину, в Англию, а Стась остаётся в Африке, заканчивает школу в Александрии и отправляется работать в Швейцарию. Дети не видят друг друга десять лет, хотя постоянно переписываются. Наконец, когда через десять лет Тарковские приезжают в гости к Роулисонам, Стась влюбляется в повзрослевшую восемнадцатилетнюю Нель и вскоре женится на ней.

## Экранизации
- «В пустыне и джунглях» — польский фильм режиссёра Владислава Шлесицкого (1973).
- В дебрях Африки (мини-сериал, 1974) — мини-сериал, снятый В. Шлесицким как ремейк фильма 1973 года.
- В дебрях Африки (фильм, 2001) — польский фильм режиссёра Гэвина Худа.